# Jeff Hanneman
Jeffrey John „Jeff“ Hanneman  (31. ledna 1964 – 2. května 2013) byl americký kytarista a zakládající člen americké thrash metalové skupiny Slayer. 
Vyrůstal v Los Angeles v rodině válečných veteránů (jeho otec bojoval v Normandii a bratři ve Vietnamu), to vedlo k jeho zájmu o válku a historii. V roce 1981 se Jeff v domě svého kamaráda setkal s Kerry Kingem, který hledal místo ve skupině jako kytarista. Oba začali hrát skladby od Iron Maiden a Judas Priest, a rozhodli se založit vlastní skupinu
Zemřel 2. května 2013 na selhání jater, způsobené otravou po kousnutí pavoukem a také alkoholismem.

## Osobní život
V roce 1983 Jeff potkal během koncertu svou budoucí manželku Kathryn ve městě Buena Park a v roce 1989 se vzali v Las Vegas.
Jeff byl "zdrženlivý člověk", když byl v zákulisí. Na rozdíl od ostatních členů byl v sociálním prostředí dost velmi vybíravý. Během kariéry, také moc neposkytoval rozhovory. Tom Araya řekl: "Kdyby tě neměl rád, nestýkal by se s tebou."
Jeff se také zajímal o nacistické Německo a medaile, což se projevilo na textech ve skladbách a veřejnost jeho a zbytek skupiny považovala za nacisty. Jeho zájem začal poté, co mu jeho otec nabídl sbírku medailí od padlých německých vojáků. Jeho nejcennější medailí byl Rytířský kříž Železného kříže, který koupil od fanouška Slayer za 1000 dolarů. Díky tomu jsi dost rozuměl s Lemmym, který také měl sbírku nacistického Německa a nožů z první a druhé světové války.

## Diskografie

### Slayer
- Show No Mercy (1983)
- Hell Awaits (1985)
- Reign in Blood (1986)
- South of Heaven (1988)
- Season in the Abyss (1990)
- Divine Intervention (1994)
- Undisputed Attitude (1996)
- Diabolus in Musica (1998)
- God Hates Us All (2001)
- Christ Illusion (2005)
- World Pained Blood (2009)